# Mésorégion d'Itapetininga
 (février 2025).
Si vous disposez d'ouvrages ou d'articles de référence ou si vous connaissez des sites web de qualité traitant du thème abordé ici, merci de compléter l'article en donnant les références utiles à sa vérifiabilité et en les liant à la section « Notes et références ».
La région d'Itapetininga est l'une des quinze mésorégions de l'État de São Paulo. Elle regroupe 36 municipalités groupées en quatre microrégions.

## Données
La région compte 826 910 habitants pour 20 172 km2.

## Microrégions[1]
La mésorégion d'Itapetininga est subdivisée en quatre microrégions :
- Capão Bonito
- Itapetininga
- Itapeva
- Tatuí